# Aleix Brienni Comnè
Aleix Brienni Comnè (grec medieval: Αλέξιος Βρυέννιος Κομνηνός, Aléxios Vriénnios Komninós) fou un almirall romà d'Orient que fou megaduc i estrateg del tema de Xipre.
Era fill de Nicèfor Brienni i Anna Comnena i, per tant, net de l'emperador Aleix I Comnè. Fou pretor d'Atenes, estrateg de Tebes i, segons Coniatas, antípat al tema de l'Hèl·lade i comandant militar del tema de Xipre com a megaduc. Es diu que era amable i just.